# Incourt (Pas-de-Calais)
Incourt é uma comuna francesa na região administrativa de Altos da França, no departamento de Pas-de-Calais. Estende-se por uma área de 1,82 km². Em 2010 a comuna tinha 86 habitantes (densidade: 47,3 hab./km²).